# The Shining (romance)
The Shining (O Iluminado no Brasil, A Luz em Portugal) é um romance de horror do escritor estadunidense Stephen King. Lançado em 1977, foi o terceiro livro de Stephen King e seu primeiro best-seller em capa-dura. O sucesso do livro foi tanto que firmou King na carreira de escritor no gênero. Os cenários e personagens foram influenciados pelas experiências pessoais do Stephen King, incluindo suas visitas ao Hotel Stanley, no Colorado em 1974 e a sua reabilitação do alcoolismo. Um filme baseado no livro, The Shining, dirigido por Stanley Kubrick foi lançado em 1980. Em 1997, o livro foi adaptado para uma minissérie de televisão. O livro ganhou uma sequência em 2013 intitulada Doctor Sleep, sendo este também adaptado para o cinema em 2019 em um filme homônimo.
O Iluminado centra-se na vida de Jack Torrance, um aspirante a escritor e alcoólatra em recuperação que aceita o emprego de zelador na baixa temporada do famoso Hotel Overlook, nas montanhas do Colorado, para onde se muda com sua esposa Wendy e seu filho Danny. Danny é “Iluminado", que no contexto da história significa que ele possui um conjunto de habilidades psíquicas que permitem que ele veja o passado horrível do hotel. Uma tempestade de neve deixa a família presa nos arredores e forças sobrenaturais que habitam o hotel começam a influenciar a sanidade de Jack, colocando em perigo sua esposa e filho.

## Sinopse
A história se passa quase que inteiramente no Overlook, um hotel fictício mal-assombrado isolado nas rochosas do Colorado. A história do hotel é descrita durante o livro por vários personagens e inclui a morte de vários dos seus clientes e do ex-zelador de isolamento matando sua família e a si mesmo.
Jack Torrance, sua mulher Wendy e seu filho de cinco anos Danny, se mudam para o hotel porque Jack aceita o emprego de zelador durante a baixa temporada de inverno, quando o hotel fica deserto e isolado. Jack é um aspirante a escritor e um alcoólatra em recuperação de seu passado problemático, tendo inclusive quebrado acidentalmente o braço de Danny e perdido seu emprego como professor. Ele tem a esperança que o isolamento do hotel o ajudará a reconectar com sua família e o motivará a terminar sua peça.
Danny possui, sem o conhecimento de seus pais, habilidades psíquicas que o permitem ler mentes e ter premonições. Dick Hallorann, o chefe de cozinha do hotel sente suas habilidades e as explica para Danny, criando com ele um elo especial. Eles conversam sobre o talento especial de Danny e a natureza sinistra do hotel. Dick informa Danny que ele também tem essa habilidade, que, como a avó de Dick Halloran costumava dizer, chama-se "shining" ou "iluminação". Na conversa, Dick também avisa Danny para evitar o quarto 217 à todos os custos, e tenta tranquilizar Danny que as coisas que ele irá ver são como "figuras em um livro" e "Eu não acho que essas coisas (se referindo as coisas que Danny verá) possam machucar alguém". A conversa termina com Dick dizendo a Danny "Se tiver algum problema... dê uma chamada (telepática)".

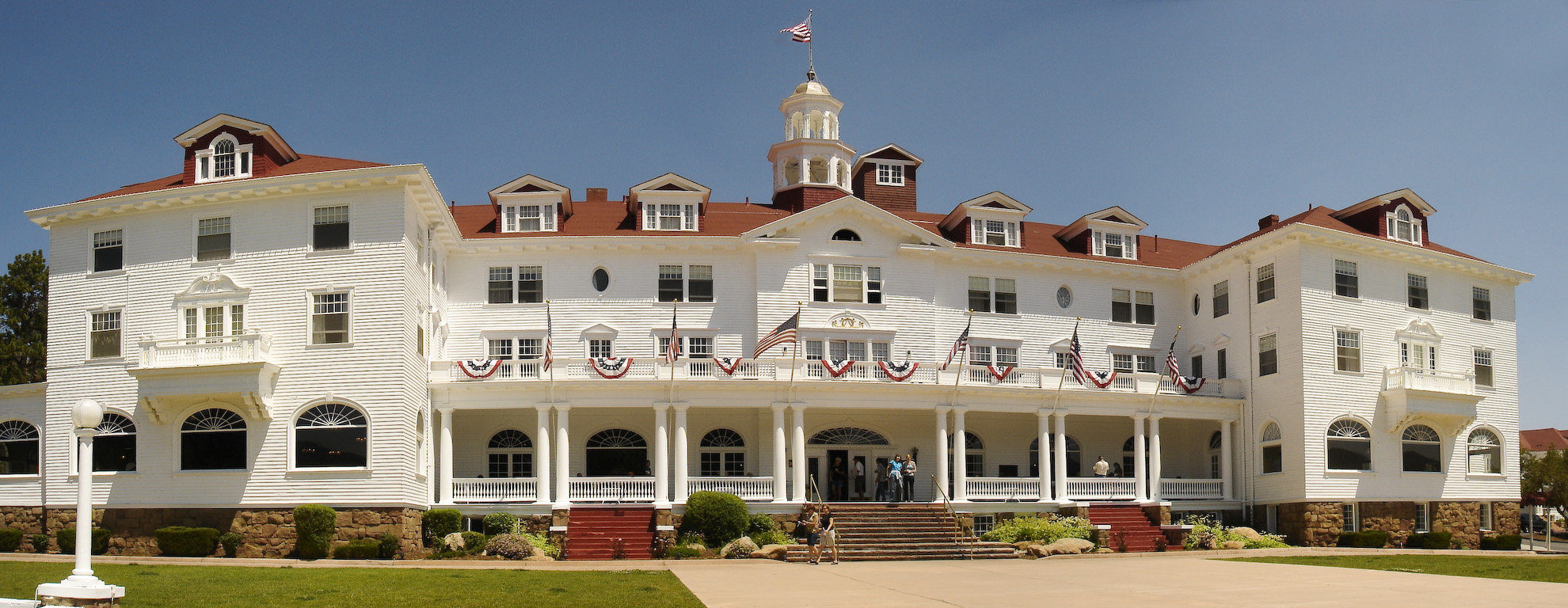
O Stanley Hotel, que recebeu King em 1974, serviu de inspiração para o Overlook Hotel.

O hotel carrega forças sobrenaturais malignas do passado. Danny, que tem premonições do perigo do hotel para a sua família, começa a ver fantasmas e visões assustadoras do passado do hotel, mas lembra que elas não são assustadoras agora, no presente. Ele não conta aos seus pais sobre as visões, pois ele sabe a importância do trabalho para o seu pai e o futuro de sua família. Tendo dificuldades em possuir Danny, o hotel começa a possuir Jack, tirando dele a sua vontade e desejo de trabalhar. Como Jack começa a agir de modo estranho, o fantasma sinistro do hotel gradativamente acaba possuindo-o. Então, Jack, possuído pelas forças sobrenaturais e sinistras do hotel, começa a ter visões do passado escuro do hotel, como o Grane Baile, onde ele interage (por visões proporcionadas pelo proprio Overlook) com as pessoas que passaram pelo baile, dentre eles Grady, o antigo zelador do Overlook que cometeu suicídio depois de matar sua esposa e suas duas filhas, porém as pessoas são controladas pelo hotel, fazendo Jack perder a sanidade, por consequência passa a ter uma vontade, indiretamente influenciado pelo hotel, de matar Wendy e Danny, no desejo de absorver as habilidades psíquicas de Danny. Wendy acaba prendendo Jack na despensa do hotel, espécie de local para armazenar coisas, mas o fantasma de Delbert Grady, o zelador, o solta.
Nesse momento, Wendy descobre que ela e Danny estão completamente isolados no hotel e, Jack, destruiu o snowmobile (veículo especial para trafegar na neve) do hotel. Uma perigosa batalha ocorre entre Wendy e Jack. Jack, usando um taco de Críquete do hotel, planeja mata-la, porém ela o golpeia na mão com lâminas de barbear, acaba desistindo e indo atrás de Danny, porém Danny recebe uma visita de Tony (seu amigo imaginário, que logo depois se descobre que ele é na verdade o proprio Danny) que manda ele "se lembrar do que seu pai esqueceu", no caso o caldeirão do hotel, que mais tarde vem a explodir junto com o hotel, Wendy e Danny fogem com Dick, e Jack (ou o que sobrou de Jack) morre na explosão.